# Hiperproinsulinemia
A hiperproinsulinemia é uma doença onde a insulina não é suficientemente processada antes da secreção e formas imaturas de insulina compensam a maioria da imunoreatividade da insulina circulante tanto nas condições de jejum quanto nas estimuladas por glicose (a imunoreatividade da insulina se refere a todas as moléculas detectáveis por um anticorpo de insulina, i.e. insulina, proinsulina, e material assemelhado à proinsulina). O termo é composto de hiper - alta, proinsulina -  molécula de insulina imatura e -emia - condição sanguínea.
A hiperproinsulinemia é mais frequente na diabetes tipo 2. Tem sido atribuída a um defeito direto das células betas ou a um efeito indireto da desregulação da célula sob glicose sanguínea elevada sustentada (hiperglicemia).
Alguns alelos de insulina podem causar hiperproinsulinemia (veja tabela 2: formas monogênicas de diabetes do tipo 1, INS (insulina). Para descrições mais detalhadas das variações do gene da insulina levando à hiperproinsulinemia veja o OMIM 176730 da NCBI.